# Низекке, Бернд
Бернд Низекке (нем. Bernd Niesecke; род. 30 октября 1958, Бранденбург-ан-дер-Хафель, Потсдам) — немецкий гребец, выступавший за сборную ГДР по академической гребле в 1980-х годах. Чемпион летних Олимпийских игр в Сеуле, трёхкратный чемпион мира, победитель многих регат национального и международного значения.

## Биография
Бернд Низекке родился 30 октября 1958 года в городе Бранденбург-на-Хафеле, ГДР. Проходил подготовку в Потсдаме в местном спортивном клубе «Динамо» под руководством тренера Бернда Ландфойгта.
Впервые заявил о себе в гребле в 1977 году, выиграв бронзовую медаль на чемпионате ГДР в рулевых двойках.
Первого серьёзного успеха на взрослом международном уровне добился в сезоне 1981 года, когда вошёл в основной состав восточногерманской национальной сборной и выступил на чемпионате мира в Мюнхене, где одержал победу в зачёте распашных рулевых четвёрок.
В 1982 году побывал на мировом первенстве в Люцерне, откуда привёз награду серебряного достоинства, выигранную в восьмёрках — здесь его команду обошёл только экипаж из Новой Зеландии.
На чемпионате мира 1983 года в Дуйсбурге стал серебряным призёром в рулевых четвёрках, вновь уступив на финише новозеландским спортсменам.
Рассматривался в качестве кандидата на участие в летних Олимпийских играх 1984 года в Лос-Анджелесе, однако Восточная Германия вместе с несколькими другими странами социалистического лагеря бойкотировала эти соревнования по политическим причинам. Вместо этого он выступил на альтернативной регате «Дружба-84» в Москве, где завоевал серебряную медаль в программе восьмёрок — уступил на финише только экипажу из СССР.
В 1985 году выступил на чемпионате мира в Хазевинкеле, где взял бронзу в рулевых четвёрках.
На мировом первенстве 1986 года в Ноттингеме обошёл всех соперников в зачёте рулевых четвёрок и получил золото. Год спустя на аналогичных соревнованиях в Копенгагене повторил это достижение в той же дисциплине, став таким образом трёхкратным чемпионом мира по академической гребле.
Благодаря череде удачных выступлений удостоился права защищать честь страны на Олимпийских играх 1988 года в Сеуле — в составе экипажа, куда также вошли гребцы Франк Клавонн, Карстен Шмелинг, Бернд Айхвурцель и рулевой Хендрик Райхер, занял первое место в программе мужских распашных четвёрок с рулевым и тем самым завоевал золотую олимпийскую медаль. 
За выдающиеся спортивные достижения дважды награждался орденом «За заслуги перед Отечеством» в золоте (1986, 1988).
Помимо занятий спортом в течение многих лет также являлся офицером полиции.